# Grand Prix Formule 1 van Canada 2000
De Grand Prix Formule 1 van Canada 2000 werd gehouden op 18 juni 2000 op het Circuit Gilles Villeneuve in Montreal.

## Verslag
David Coulthard,  startend vanaf de tweede plaats had een probleem net voor aanvang van de opwarmronde.
De mecaniciens van McLaren waren nog bezig aan zijn auto binnen 15 seconden voor de start van de opwarmronde.
Normaal gesproken moet je dan achteraan starten, echter nam Coulthard zijn gewone startpositie in  en werd hiervoor bestraft met een stop & go penalty.
Michael Schumacher nam de leiding, terwijl Jacques Villeneuve een goede start had en achter Schumacher en Coulthard derde kwam te liggen, voor Mika Häkkinen en Rubens Barrichello.  In de volgende bocht passeerde Barrichello Häkkinen  en totdat Coulthard zijn straf kreeg bleef deze volgorde in stand.
Voor Coulthard begon vervolgens een moeizame race  waarin hij een aantal uitstapjes naast de baan maakte.
In ronde 44 begon het te regenen,  waarbij de beide Ferrari's vlak na elkaar de pits in kwamen  en onder meer Giancarlo Fisichella en Jos Verstappen op het juiste moment regenbanden haalden.  Fisichella lag vervolgens tweede,  maar verloor een plaats aan Barrichello toen hij een foutje maakte.  Jos Verstappen klom steeds verder op, om via inhaalacties op Alexander Wurz, Ralf Schumacher en Jarno Trulli naar de vijfde plaats te rijden.

## Uitslag
| Positie | Nummer | Rijder                | Team               | Ronden | Tijd/Opgave     | Startplaats | Punten |
| ------- | ------ | --------------------- | ------------------ | ------ | --------------- | ----------- | ------ |
| 1       | 3      | Michael Schumacher    | Scuderia Ferrari   | 69     | 1:41:12.313     | 1           | 10     |
| 2       | 4      | Rubens Barrichello    | Scuderia Ferrari   | 69     | +0.174          | 3           | 6      |
| 3       | 11     | Giancarlo Fisichella  | Benetton Formula   | 69     | +15.365         | 10          | 4      |
| 4       | 1      | Mika Häkkinen         | McLaren - Mercedes | 69     | +18.561         | 4           | 3      |
| 5       | 19     | Jos Verstappen        | Arrows - Supertec  | 69     | +52.208         | 13          | 2      |
| 6       | 6      | Jarno Trulli          | Jordan-Mugen-Honda | 69     | +1:01.687       | 7           | 1      |
| 7       | 2      | David Coulthard       | McLaren - Mercedes | 69     | +1:02.216       | 2           |        |
| 8       | 23     | Ricardo Zonta         | BAR-Honda          | 69     | +1:10.455       | 8           |        |
| 9       | 12     | Alexander Wurz        | Benetton Formula   | 69     | +1:19.899       | 14          |        |
| 10      | 16     | Pedro Diniz           | Sauber - Petronas  | 69     | +1:54.544       | 19          |        |
| 11      | 10     | Jenson Button         | Williams-BMW       | 68     | +1 Ronde        | 18          |        |
| 12      | 21     | Gaston Mazzacane      | Minardi            | 68     | +1 Ronde        | 22          |        |
| 13      | 7      | Eddie Irvine          | Jaguar Racing      | 66     | +3 Rondes       | 16          |        |
| 14      | 9      | Ralf Schumacher       | Williams-BMW       | 64     | Botsing         | 12          |        |
| 15      | 22     | Jacques Villeneuve    | BAR-Honda          | 64     | Botsing         | 6           |        |
| 16      | 20     | Marc Gené             | Minardi            | 64     | Gespind         | 20          |        |
| Ret     | 18     | Pedro de la Rosa      | Arrows - Supertec  | 48     | Botsing         | 9           |        |
| Ret     | 17     | Mika Salo             | Sauber - Petronas  | 42     | Elektrisch      | 15          |        |
| Ret     | 14     | Jean Alesi            | Prost Grand Prix   | 38     | Elektrisch      | 17          |        |
| Ret     | 15     | Nick Heidfeld         | Prost Grand Prix   | 34     | Motor           | 21          |        |
| Ret     | 5      | Heinz-Harald Frentzen | Jordan-Mugen-Honda | 32     | Remmen          | 5           |        |
| Ret     | 8      | Johnny Herbert        | Jaguar Racing      | 14     | Versnellingsbak | 11          |        |

## Statistieken
| Snelste ronde | Mika Häkkinen | McLaren - Mercedes | 1:19.049 |

## Noot
- Dit was de tiende podiumplaats voor Rubens Barrichello.
- Vierde overwinning van de Grote Prijs van Canada voor Michael Schumacher (eerdere overwinningen in 1994, 1997 en 1998) en hiermee vestigde hij een nieuw record. Hij verbrak het eerdere record van Nelson Piquet (3), gevestigd tijdens de Grote Prijs van Canada van 1991.

1967 · 1968 · 1969 · 1970 · 1971 · 1972 · 1973 · 1974 · 1976 · 1977 · 1978 · 1979 · 1980 · 1981 · 1982 · 1983 · 1984 · 1985 · 1986 · 1988 · 1989 · 1990 · 1991 · 1992 · 1993 · 1994 · 1995 · 1996 · 1997 · 1998 · 1999 · 2000 · 2001 · 2002 · 2003 · 2004 · 2005 · 2006 · 2007 · 2008 · 2010 · 2011 · 2012 · 2013 · 2014 · 2015 · 2016 · 2017 · 2018 · 2019 · 2022 · 2023 · 2024 · 2025 · 2026 · 2027 · 2028 · 2029